# Prakrit
Med prakrit i egentlig mening avses de prakritdialekter, som används i de klassiska indiska dramerna. De förnämsta dialekterna är här maharashtri, Chauraseni, magadhi och paikachi. Av dessa fyra är de allmännaste den första (i verserna) och den andra (i den prosaiska dialogen). De övriga påträffas mera sällan. I Chakuntala förekommer blott de två första, utom i sjätte akten, där en fiskare talar magadhi. I Mricchakatika finner man en ovanlig omväxling av olika prakritdialekter. 
Förhållandet mellan de fyra nyss nämnda dialekterna är enligt senare  forskning följande: Maharashtri och chauraseni är endast variationer av samma dialekt. Mera avvikande är magadhi. Dessa tre kan betraktas såsom det egentliga litterära prakrit eller högprakrit. Att deras karaktär är delvis artificiell, är ovan visat. Särskilt gäller detta om maharashtri. I motsats till högprakrit står paikachi såsom låg- eller vulgärprakrit. Det var ett fullt naturligt, men genom dravidiskt inflytande i åtskilligt förändrat, levande folkspråk. Därmed sammanfaller i det närmaste det s.k. apabhranchaprakrit. 
Den allmänna karaktären av den medelindiska periodens språk, jämfört med sanskrit, är en större vekhet i ljudsystemet och en betydlig minskning i deklinationen och konjugationens formrikedom. Sanskritska diftonger sammandras ofta (ai till e, au till o); långa vokaler förkortas framför dubbelkonsonant; r-vokalen saknas, i det den har övergått till andra ljud (dock sällan i gathadialekten). Det palatala väsljudet tj och det linguala s har sammanfallit med det dentala s (ej i Gathas). Konsonantgrupper assimileras, till exempel kty ~ky, rk med flera till kk; rs, sy, tjr, qy med flera till ss och så vidare (detta gäller icke om gathadialekten). 
I yngre prakrit bortfaller ofta enkel konsonant mellan vokaler inuti ord (i synnerhet i maharashtri). Tenuis övergår ibland till media, nämligen t, p till d, b. I paikachi är den motsatta förändringen, nämligen av media till tenuis, regel: Den är ett dravidiskt drag; i pali förekommer den sporadiskt. Lingualt d blir i prakrit ofta lingualt l liksom i Veda. Blott n, m, l, h, s kvarstår alltid oförändrade. Genom konsonantutfall kommer naturligtvis ofta vokaler att sammanstöta; men det yngre prakrit medger hiatus i hög grad. Icke heller för pali är hiatus främmande, liksom icke heller för Veda. Intet ord slutar på annat än vokal eller nasalvokal. I yngre prakrit börjar intet ord med mera än en konsonant. 
Av de forna konsonantiska deklinationerna kvarstår redan i pali endast spillror; i yngre prakrit slutar alla nominalstammar på vokal. Dualis är förlorad hos både nomina och pronomina. Dativus, varav i det äldre prakrit ännu finns rester kvar, är i det yngre borta och ersattes av genitivus. De olika sanskritiska konjugationerna har, med undantag av fragment, som i yngre prakrit blir allt sällsyntare, övergått till a-konjugationen. Medium är redan i pali på väg att utträngas av aktivum. Dualis saknas. Det yngre språkets konjugation har endast presens indikativus och imperativus samt futurum i behåll. Preteritum uttrycks genom passiv participialkonstruktion, varvid objektet står i nominativus och det logiska subjektet såsom agent i instrumentalis. Av avledda konjugationsformer återstår passivum, causativum och denominativum; de övriga i sanskrit brukliga är förlorade, utom fragment i äldre prakrit. I allmänhet kan man säga, att prakritdialekterna i många avseenden förhåller sig till sanskrit liksom de romanska språken till latinet.